# Hospital Nazaret
El  Hospital Nazaret es el hospital general de la ciudad de Nazaret, al norte de Israel. Fue fundado como una misión cristiana por el Dr. Karloost Vartan y la Sociedad Médica Misionera de Edimburgo en 1861. El hospital ahora alberga 147 camas, emplea a más de 500 empleados, y recibe más de 50.000 visitas al año.
El proyecto Hospital Nazaret fue liderado originalmente por el Dr. Pacradooni Kaloost Vartan. Nacido en Constantinopla de una familia armenia en 1835, asistió a una escuela cristiana protestante estadounidense para muchachos armenios. Durante la Guerra de Crimea , se desempeñó como intérprete para las fuerzas británicas . Allí, él fue movido e inspirado por las malas condiciones de la guerra , y por la atención recibida en los Hospitales. Vartan se trasladó a Edimburgo, Escocia para estudiar medicina.
En 1861, el Dr. Vartan llegó a Nazaret para comenzar a trabajar. Se unió a Johannes o John Zeller , un misionero de la Sociedad Misionera de la Iglesia. Zeller era un sacerdote anglicano, y al ayudó Dr. Vartan a realizar cirugías con anestesia de cloroformo. En un principio, el Dr. Vartan se enfrentó a una campaña en contra él por los curanderos locales, que vieron su plan de establecimiento una amenaza para sus prácticas. Hubo también un problema por la financiación , ya que la comisión que envió al Dr. Vartan a Nazaret se disolvió en 1864. A pesar de estas tribulaciones  el Dr. Vartan continuó practicando la medicina . En 1865, trató al hijo del alcalde de Nazaret , y ganó el título, de "El Gran Médico".
Hoy en día, el hospital sigue ampliando sus prácticas, encabezados por el director del hospital, el Dr. Bishara Bisharat ( MD , MPH ), y un equipo de gestión muy leal. Por ejemplo , en octubre de 2012 , el hospital abrió un complejo para embarazos y partos en el cercano pueblo de Umm Al- Fahm. Nazaret es ahora el hogar de 250.000 personas , y el hospital está equipado con 147 camas y más de 500 empleados.